# Foveosculum foveatellum
Foveosculum foveatellum är en stekelart som beskrevs av Heinrich 1967. Foveosculum foveatellum ingår i släktet Foveosculum och familjen brokparasitsteklar. Inga underarter finns listade i Catalogue of Life.